# 布列塔尼地区蒙托邦 (旧市镇)
布列塔尼地区蒙托邦（法語：Montauban-de-Bretagne，法語發音：[mɔ̃tobɑ̃ də bʁətaɲ]）是法国伊勒-维莱讷省的一个旧市镇，属于雷恩区。2019年，布列塔尼地区蒙托邦与市镇圣梅尔翁合并为新的布列塔尼地区蒙托邦。

## 地理
布列塔尼地区蒙托邦（48°11'57"N, 2°2'53"W）面积42.96 平方千米，位于法国布列塔尼大區伊勒-维莱讷省，该省份为法国西北部沿海省份，位于布列塔尼半岛东部，北濒大西洋，西接阿摩尔滨海省和莫尔比昂省，南至大西洋卢瓦尔省，西南端接曼恩-卢瓦尔省，东临马耶讷省，东北与芒什省接壤。
与布列塔尼地区蒙托邦接壤的市镇（或旧市镇、城区）包括：贝代、布瓦热维利、滨湖拉沙佩勒迪卢、勒克鲁艾、伊方迪克、朗迪让、梅德雷阿克、凯迪亚克、圣奥南拉沙佩勒、圣于尼亚克、圣梅尔翁。
布列塔尼地区蒙托邦的时区为UTC+01:00、UTC+02:00（夏令时）。

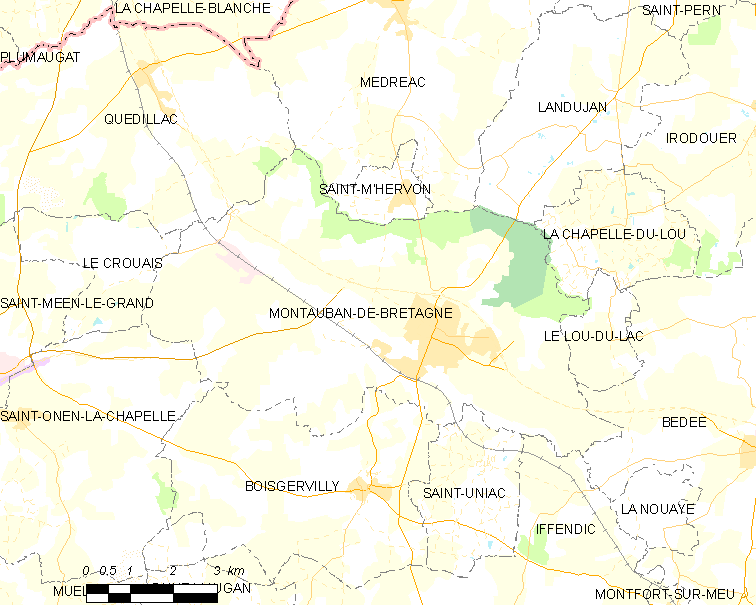
布列塔尼地区蒙托邦的OSM定位图

## 行政
布列塔尼地区蒙托邦的邮政编码为35360，INSEE市镇编码为35184。

## 政治
布列塔尼地区蒙托邦所属的省级选区为布列塔尼地区蒙托邦县。

## 人口

1962-2008年间布列塔尼地区蒙托邦人口变化图示

布列塔尼地区蒙托邦于2018年1月1日时的人口数量为5312人。